# 말레이시아 이슬람당
말레이시아 이슬람당(말레이어: Parti Islam Se-Malaysia)은 말레이시아의 이슬람 원리주의 정당으로, 현재 원내 4당이다. 2015년까지 야권연합인 인민동맹(PR; Pakatan Rakyat)의 일원이었다. 약칭은 PAS이다.
독립 전인 1951년 통일말레이국민조직(UMNO)의 일부 이슬람 지도세력들을 중심으로 창당되었으며, 한때는 UMNO가 주도하고 있는 여권연합 국민전선(BN)의 일원이었으나, 말레이 민족주의와 이슬람주의의 대립으로 BN에서 축출되었다. 1980년대 후반부터 PAS는 국민들의 폭넓은 지지를 얻기 시작했고, 1990년대부터는 말레이시아의 대표 야당의 하나로 자리잡았다. 지역적으로는 클란탄주에 기반을 두고 있다.
압둘 하디 빈 아왕이 2002년부터 당 총재로 재직하고 있으며, 하심 자신이 2016년부터 당의 종교적 지도자로 재직하고 있다.

## 논란과 비판

### 고대 아랍법의 부활
PAS는 2002년 7월 7일 트렝가누주 의회에 고대 아랍법에 기반한 한 법안을 제출해 큰 논란을 일으켰다. 이 법안은 절도범의 양손을 절단하고, 배교(背敎)자와 간통 등 불법적 성행위자들을 돌로 쳐죽이고, 강간당해 임신한 여성을 태형에 처하도록 하는 것을 골자로 하였다. 이는 주정부 지도자 및 여성단체들의 강력한 비판을 받아 왔으며, 마하티르 빈 모하맛 총리도 이러한 법을 시행할 경우 즉시 봉쇄할 것이라고 경고했다. 실제로 PAS의 지역기반인 클란탄 주에서도 1993년 유사법안이 통과됐으나 실질적인 '누더기법'으로 전락한 것도 이 이유 때문이다. 반면 당 총재인 압둘 하디 빈 아왕은 "평화를 추구하는 일반인들이 아닌, 범죄자들이나 이 법안을 두려워할 것"이라며 이 법안을 긍정적으로 평가했다.
이러한 잔인한 처벌법은 2015년 클란탄 주 의회가 후두드를 포함한 이슬람 형법 개정안을 의결해 다시 도화선에 올랐다. 이 법안에 따르면, 절도범의 손을 절단하고, 혼외정사에 태형 100대 또는 돌 매질 등 잔인한 내용을 포함하고 있다. 이 법안은 지역 의회에서 여당 의원을 포함한 재적의원 44명의 만장 일치로 통과되어 큰 논란을 불러 일으켰다. 그러나 연방 의회에서 별도의 입법 절차를 밟아야 하는 만큼 쉽게 통과될 지는 의문이며, 동맹을 맺고 있는 인민정의당(PKR)이 후두드를 지지하지 않겠다고 밝히면서 오히려 야권 분열의 조짐을 보이고 있다. 후두드는 극의 잔인함으로 이슬람 내에서도 논란이 많으며, 말레이시아 헌법에도 위배되는 형벌이라 나와 있다.

### 비무슬림의 '알라' 사용 논란
2012년 한 기독교 신문이 '알라'라는 단어를 사용해 물의를 빚자, 당의 종교적 조언자인 닉 압둘 아지즈 빈 닉 맛은 이에 대해 "무슬림이 아니더라도 '알라'라는 단어는 사용할 수 있다"고 주장했다. 하지만 이를 두고 당에서 큰 논란이 일었는데 일부는 '된다', 일부는 '안된다'고 하여 곤란에 처했다. 후에 닉은 입장을 수정하였으며 "'알라'라는 단어를 사용할 때에는 반드시 '알라'가 '하나님'임을 밝혀야 하며, 다른 종교를 믿는 이들이 사용하는 것은 옳지 않다"고 주장했다.

### 성차별 논란
PAS의 전 정신적 지도자였던 닉 아지즈는 여성 차별적인 발언으로 종종 물의를 빚었다. 1999년 그는 미인은 공직에 진출하면 안된다고 발언해 논란을 불러 일으켰는데, 이유는 "하나님의 축복으로 아름다운 외모를 갖춘 여성들은 직업을 구하지 못해도 통상 부자 남편을 맞는다"면서 "못생긴 여성들에게 공평한 기회를 주기 위한 것"이었다. 이에 "회교 자매들"을 비롯한 말레이시아의 여성 단체들이 그를 "여성 차별주의자"라고 맹렬히 비난했으며, 여성을 성의 대상으로만 보는 견해를 즉각 철회할 것을 촉구했다.
1998년부터 2005년까지 클란탄 주에서는 대중공연 및 연예오락이 불법이었는데, 그는 "여성들은 자신의 이익을 꾀하는 이들에게 착취당하고 있다"며 "이슬람은 마음을 타락시키는 연예오락을 금지하고 있다"고 밝혔다. 2005년 9월 30일 남성에 한해서 허락했으나 여성은 여전히 제한되었다.
2003년에는 "여성이 립스틱을 바르는 것은 강간을 초래할 수 있다"고 발언해 논란이 되었다.

## 같이 보기
- 이슬람 민주주의 정당 목록